# Louis Slotin
Louis Alexander Slotin (/ˈsloʊtɪn/ SLOHT-in; 1 tháng 12, 1910 – 30 tháng 5, 1946) là một nhà vật lý và hóa học người Canada từng tham gia Dự án Manhattan. Ông sinh ra và lớn lên tại khu North End của thành phố Winnipeg, tỉnh Manitoba, và tốt nghiệp bằng Cử nhân Khoa học và Thạc sĩ Khoa học tại Đại học Manitoba, trước khi hoàn thành bằng tiến sĩ hóa lý tại Đại học Nhà vua Luân Đôn vào năm 1936. Sau đó, ông làm việc tại Đại học Chicago với vai trò nghiên cứu viên, nơi ông tham gia thiết kế máy gia tốc cyclotron.
Năm 1942, Slotin được mời tham gia vào Dự án Manhattan, và từ đó thực hiện các thí nghiệm với lõi uranium và plutonium nhằm xác định giá trị khối lượng tới hạn. Sau Thế chiến II, ông tiếp tục nghiên cứu tại Phòng thí nghiệm quốc gia Los Alamos ở bang New Mexico. Vào ngày 21 tháng 5 năm 1946, Slotin vô tình kích hoạt một phản ứng phân hạch, giải phóng một luồng bức xạ mạnh. Ông được đưa đến bệnh viện cấp cứu nhưng qua đời chín ngày sau, vào ngày 30 tháng 5. Slotin trở thành người thứ hai trong lịch sử tử vong do tai nạn tới hạn, sau Harry Daghlian, người đã thiệt mạng trong một tai nạn tương tự với cùng lõi plutonium, được gọi là lõi quỷ, vào năm trước đó.
Chính phủ Hoa Kỳ ca ngợi Slotin như một người hùng, vì ông đã phản ứng nhanh chóng và ngăn chặn được cái chết của các đồng nghiệp. Tuy nhiên, một số nhà vật lý cho rằng hành vi của ông trước vụ tai nạn là liều lĩnh, và cái chết của ông hoàn toàn có thể phòng tránh được. Tai nạn và hậu quả sau đó đã được tái hiện trong nhiều tác phẩm hư cấu và phi hư cấu.

## Thời niên thiếu
Louis Slotin là con cả trong ba người con của ông Israel và bà Sonia Slotin, những người Do Thái nói tiếng Yiddish đã chạy trốn khỏi các cuộc pogrom ở Nga và định cư tại Winnipeg, tỉnh Manitoba, Canada. Ông lớn lên ở khu North End của Winnipeg, nơi tập trung đông đảo cộng đồng nhập cư Đông Âu. Ngay từ khi còn học tiểu học tại Trường Tiểu học Machray cho đến những năm trung học tại Trường Trung học St. John, Slotin đã thể hiện khả năng học tập xuất sắc. Em trai ông, Sam Slotin, sau này từng nhận xét rằng anh trai mình "có một sự tập trung mãnh liệt đến mức có thể học hàng giờ liền không ngừng nghỉ."
Năm 16 tuổi, Slotin theo học tại Đại học Manitoba để lấy bằng cử nhân khoa học. Trong thời gian học đại học, ông đã nhận được Huân chương Vàng của trường đại học cả ở hai ngành vật lý và hóa học. Ông tốt nghiệp với bằng Cử nhân Khoa học chuyên ngành địa chất vào năm 1932, và bằng Thạc sĩ Khoa học vào năm 1933. Với sự giúp đỡ của một trong những giảng viên hướng dẫn, ông đã giành được học bổng nghiên cứu tại Đại học Nhà vua Luân Đôn, nơi ông làm nghiên cứu sinh dưới sự hướng dẫn của Arthur John Allmand - trưởng khoa hóa học, chuyên gia trong lĩnh vực điện hóa học ứng dụng và quang hóa học.

### Tại Đại học Nhà vua Luân Đôn
Trong thời gian học tại Đại học Nhà vua Luân Đôn, Slotin từng nổi bật như một võ sĩ nghiệp dư, khi giành được chức vô địch hạng gà (bantamweight, một hạng đấu dành cho các võ sĩ từ trên 57 kg đến 61 kg) trong giải đấu quyền anh của trường. Sau này, ông từng kể lại rằng mình đã tham gia chiến đấu cho Đệ Nhị Cộng hòa Tây Ban Nha và được huấn luyện lái máy bay chiến đấu trong Không quân Hoàng gia Anh.
Nhà văn Robert Jungk đã viết trong cuốn Brighter than a Thousand Suns: A Personal History of the Atomic Scientists - một trong những tài liệu lịch sử sớm nhất về Dự án Manhattan - rằng Slotin "tình nguyện tham gia Nội chiến Tây Ban Nha, không phải vì lý do chính trị mà vì sự mạo hiểm. Ông từng nhiều lần đối mặt với hiểm nguy trong vai trò pháo thủ phòng không." Tuy nhiên, trong một cuộc phỏng vấn nhiều năm sau đó, em trai của ông là Sam Slotin đã phủ nhận điều này và cho biết anh trai mình chỉ tham gia một chuyến đi bộ đường dài ở Tây Ban Nha chứ không thực sự tham chiến như lời đồn trước đó.
Slotin nhận bằng Tiến sĩ Hóa lý từ Đại học Nhà vua Luân Đôn vào năm 1936. Luận án của ông mang tên "An Investigation into the Intermediate Formation of Unstable Molecules During some Chemical Reactions" (Một nghiên cứu về sự hình thành trung gian của các phân tử không ổn định trong một số phản ứng hóa học), và đã đoạt giải thưởng của trường. Sau đó, ông làm việc trong sáu tháng với tư cách là điều tra viên đặc biệt cho Công ty Đường sắt Great Southern của thành phố Dublin, nơi ông thử nghiệm loại pin sạc nickel-kẽm Drumm được sử dụng trên tuyến đường sắt Dublin-Bray.

## Sự nghiệp

### Đại học Chicago
Năm 1937, sau khi thất bại trong việc xin việc tại Hội đồng Nghiên cứu Quốc gia Canada (National Research Council), Slotin được Đại học Chicago chấp nhận vào làm trợ lí nghiên cứu. Tại đây, ông lần đầu tiên tiếp cận với hóa học hạt nhân khi tham gia xây dựng máy gia tốc cyclotron đầu tiên tại khu vực Trung Tây Hoa Kỳ. Công việc này có mức lương thấp, và cha của ông đã phải hỗ trợ tài chính cho ông trong suốt hai năm đầu. Từ năm 1939 đến 1940, Slotin hợp tác với Earl Evans, trưởng khoa sinh hóa của trường, để sản xuất carbon phóng xạ (bao gồm carbon-14 và carbon-11) từ cyclotron. Trong quá trình làm việc chung, hai người cũng sử dụng carbon-11 để chứng minh rằng tế bào thực vật có khả năng sử dụng khí carbon dioxide để tổng hợp carbohydrate thông qua quá trình cố định carbon.
Slotin có thể đã có mặt tại thời điểm lò phản ứng hạt nhân đầu tiên trên thế giới - Chicago Pile-1 của Enrico Fermi - được khởi động vào ngày 2 tháng 12 năm 1942, tuy nhiên các nguồn tài liệu không thống nhất về điều này. Trong thời gian này, ông cũng đóng góp cho nhiều công trình nghiên cứu trong lĩnh vực sinh học phóng xạ. Chính nhờ chuyên môn trong lĩnh vực này mà ông đã thu hút được sự chú ý của chính phủ Hoa Kỳ, và được mời tham gia vào Dự án Manhattan, một dự án nhằm phát triển bom nguyên tử. Slotin làm việc trong dây chuyền sản xuất plutonium dưới sự chỉ đạo của Eugene Wigner (người sau này đoạt giải Nobel), ban đầu tại Đại học Chicago, sau đó tại Phòng thí nghiệm quốc gia Oak Ridge ở bang Tennessee. Tháng 12 năm 1944, ông được chuyển đến Phòng thí nghiệm quốc gia Los Alamos tại New Mexico, nơi ông gia nhập nhóm vật lý bom do Robert Bacher đứng đầu.

## Làm việc tại Los Alamos

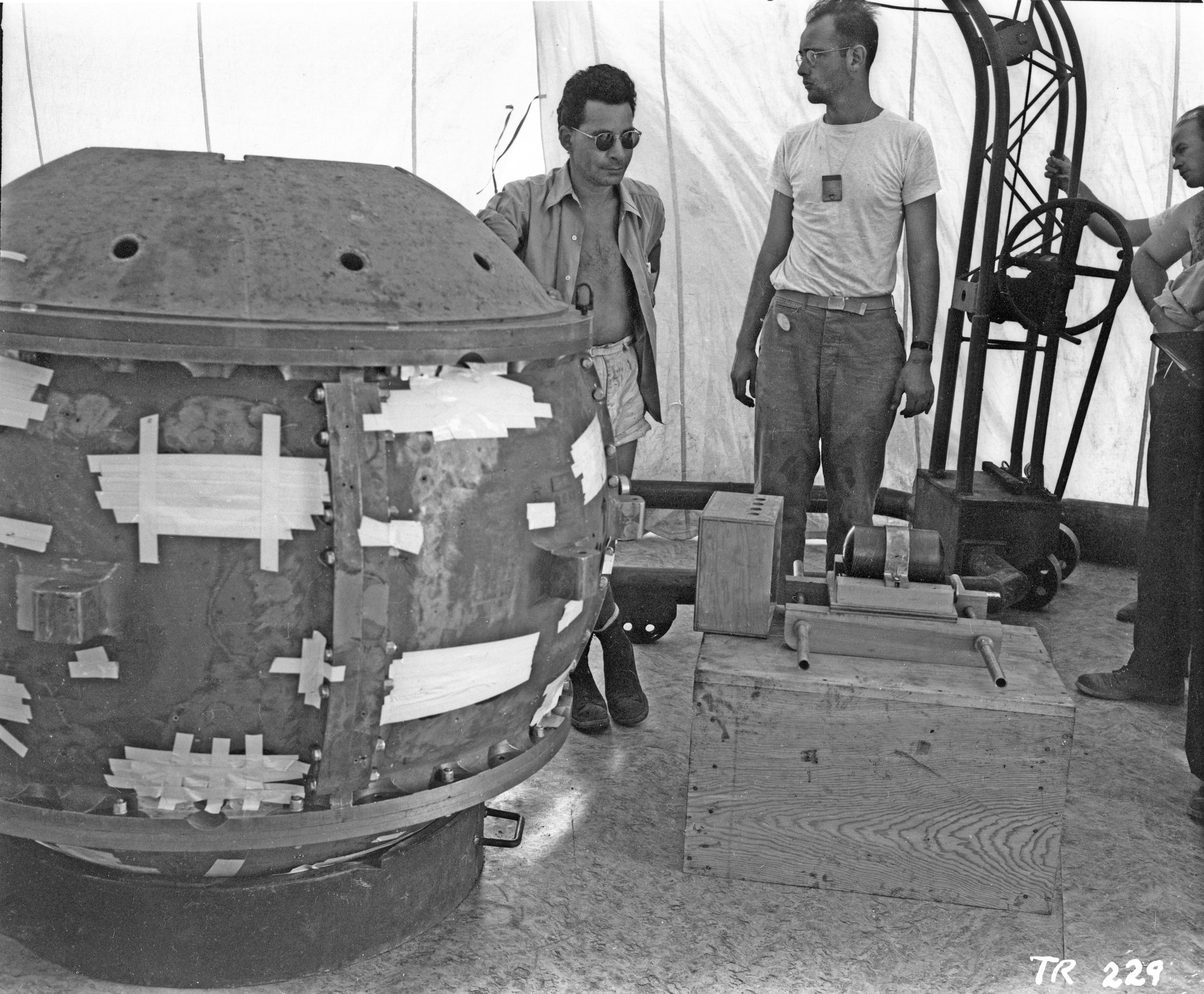
Louis Slotin (bên trái) cùng thiết bị hạt nhân “Gadget” — thiết bị được sử dụng trong vụ thử hạt nhân Trinity

Tại Los Alamos, nhiệm vụ của Slotin bao gồm thực hiện các thử nghiệm tới hạn nguy hiểm, ban đầu với uranium trong các thí nghiệm của Otto Robert Frisch, sau đó là với các lõi plutonium. Thử nghiệm tới hạn là quá trình đưa các khối vật liệu phân hạch đến gần mức tới hạn phản ứng dây chuyền, nhằm xác định chính xác khối lượng tới hạn của chúng. Giới khoa học khi đó gọi quá trình "chơi với ngưỡng tới hạn" này là “tickling the dragon’s tail” (tạm dịch: “chọc giận rồng ngủ”), dựa trên một bình luận nổi tiếng của nhà vật lý Richard Feynman, người đã ví các thí nghiệm này như việc “chọc vào đuôi con rồng đang ngủ”. Vào ngày 16 tháng 7 năm 1945, Slotin là người đã lắp ráp lõi plutonium cho Trinity, thiết bị hạt nhân đầu tiên được kích nổ trong lịch sử. Nhờ chuyên môn trong việc lắp ráp vũ khí hạt nhân, ông được gọi là “thợ vũ khí trưởng của Hoa Kỳ” (chief armorer of the United States). Ông cũng được tặng hai chiếc ghim kỷ niệm bằng chì và bạc để ghi nhận đóng góp của mình trong dự án.
Vào mùa đông năm 1945-1946, Slotin đã khiến một số đồng nghiệp sửng sốt khi thực hiện một hành động táo bạo: sửa chữa một thiết bị ở độ sâu 6 feet (1,8 mét) dưới nước ngay bên trong lò phản ứng Clinton Pile trong khi nó vẫn còn đang vận hành, thay vì chờ thêm một ngày để lò phản ứng được tắt đi. Ông không đeo thẻ đo liều chiếu trong lúc thực hiện thao tác, nhưng liều phóng xạ mà ông tiếp xúc được ước tính ít nhất là 100 roentgen. Một liều 1 gray (tương đương khoảng 100 roentgen) có thể gây buồn nôn và nôn mửa ở khoảng 10% số người tiếp xúc, nhưng nhìn chung vẫn có khả năng sống sót cao.

### Cái chết của Harry Daghlian
Vào ngày 21 tháng 8 năm 1945, Harry Daghlian, một trợ lý phòng thí nghiệm và cũng là đồng nghiệp thân thiết của Slotin, đã gặp tai nạn trong khi thực hiện một thí nghiệm tới hạn. Ông vô tình làm rơi một khối tungsten carbide nặng lên lõi bom hợp kim plutonium-gallium nặng 6,2 kg (14 lb) - sau này được gọi là lõi quỷ, và cũng chính là lõi đã gây ra cái chết của Slotin sau đó. Daghlian, khi đó mới 24 tuổi, đã tiếp xúc với liều bức xạ neutron rất lớn. Theo các ước tính sau này, liều bức xạ neutron ban đầu có thể chưa đủ gây tử vong, nhưng ông sau đó còn bị phơi nhiễm bức xạ gamma trễ và bỏng phóng xạ khi cố tháo dỡ thí nghiệm. Daghlian nhanh chóng gục ngã với các triệu chứng nhiễm xạ cấp tính, và qua đời 25 ngày sau tại bệnh viện của căn cứ Los Alamos.

### Dự định trở lại giảng dạy
Sau Thế chiến II, Slotin bắt đầu bày tỏ sự bất mãn ngày càng rõ rệt với vai trò cá nhân của mình trong dự án hạt nhân. Ông từng nói: “Tôi đã bị lôi kéo vào các cuộc thử nghiệm của Hải quân, điều mà tôi cực kỳ chán ghét.” Tuy nhiên, Slotin vẫn tiếp tục bị giữ lại làm việc tại Los Alamos vì, theo lời ông, “Tôi là một trong số ít người còn lại ở đây có kinh nghiệm lắp ráp bom.” Ông rất mong chờ được quay lại giảng dạy và nghiên cứu trong các lĩnh vực lý sinh học và sinh học phóng xạ tại Đại học Chicago. Để chuẩn bị cho việc rời đi, Slotin đã bắt đầu đào tạo người kế nhiệm là Alvin C. Graves để thay thế ông tại Los Alamos.

### Vụ tai nạn thí nghiệm tới hạn

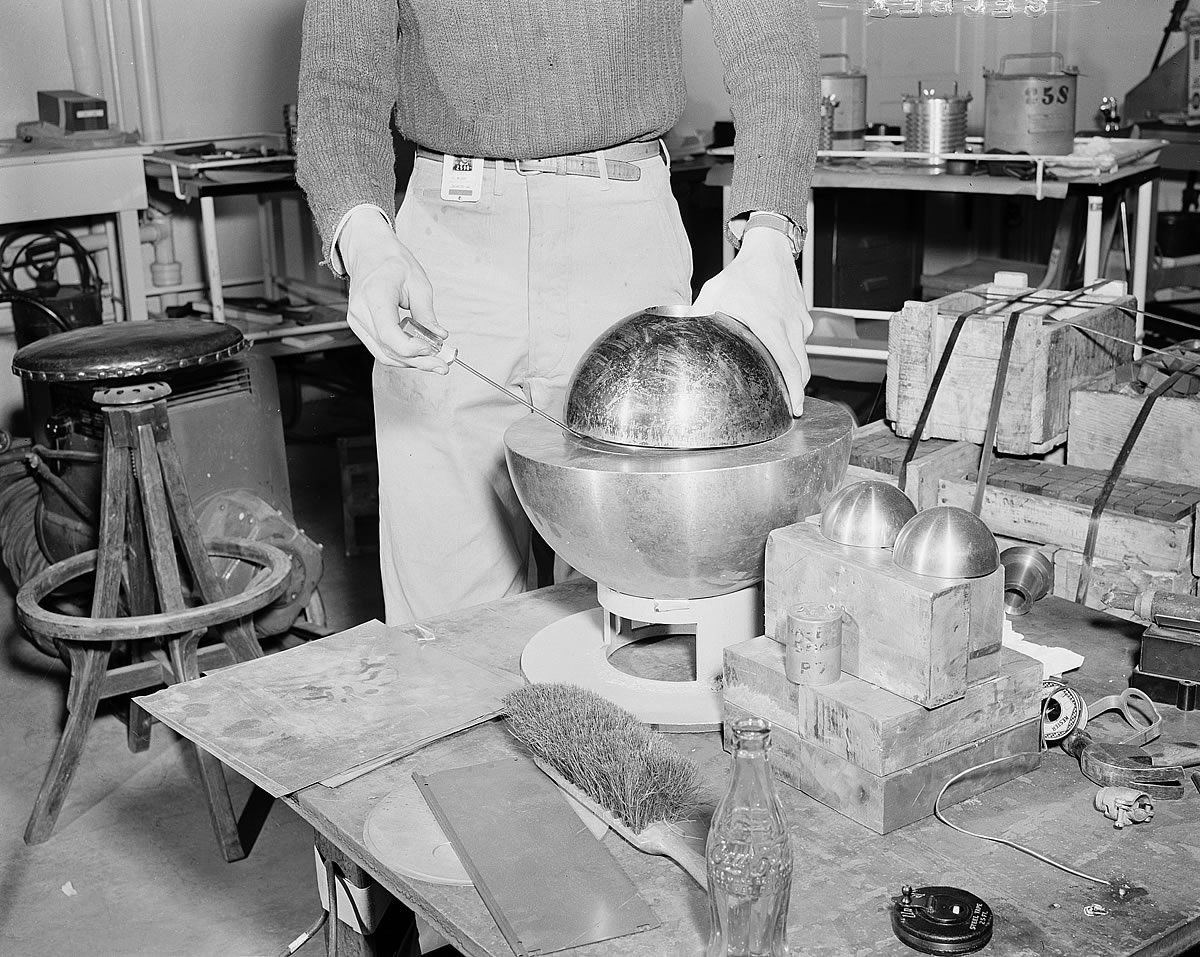
Ảnh tái hiện vụ tai nạn của Louis Slotin. Bán cầu phía trong làm bằng beryllium (thay thế cho lớp uranium trong thiết kế của bom Fat Man), có lỗ đặt ngón tay cái, gần tay người mô phỏng. Bên dưới là một quả cầu nhôm lớn hơn (thay cho khối đẩy trong thiết kế bom thật). Lõi plutonium “lõi quỷ” nằm bên trong hai bán cầu tại thời điểm xảy ra tai nạn, không được nhìn thấy trong ảnh, nhưng kích thước tương đương với hai bán cầu nhỏ đang đặt cạnh thiết bị.

Vào ngày 21 tháng 5 năm 1946, dưới sự quan sát của bảy đồng nghiệp, Slotin thực hiện một thí nghiệm  khởi đầu cho phản ứng phân hạch, bằng cách ghép hai bán cầu beryllium (một chất phản xạ neutron) bao quanh một lõi plutonium đường kính 3,5 inch (89 mm). Thí nghiệm sử dụng lõi plutonium 6,2 kg (13,7 lb) - chính là lõi đã khiến Harry Daghlian bị chiếu xạ nặng năm trước đó. Về sau, lõi này được gọi là “lõi quỷ” do liên quan đến cả hai tai nạn chết người. Trong thí nghiệm, Slotin giữ bán cầu beryllium phía trên có đường kính 228,6 mm (9 inch) bằng tay trái, thông qua một lỗ đặt ngón tay cái ở đỉnh. Tay phải của ông dùng một chiếc tuốc-nơ-vít để giữ khoảng cách giữa hai bán cầu, thay vì sử dụng các miếng chêm như trong quy trình tiêu chuẩn. Việc sử dụng tuốc-nơ-vít trong thí nghiệm không nằm trong quy trình an toàn chính thức, và được xem là một hành động nguy hiểm và không được khuyến cáo.
Vào lúc 3 giờ 20 phút chiều, tuốc-nơ-vít bị trượt, khiến bán cầu beryllium phía trên rơi xuống, gây ra một phản ứng “tới hạn tức thời” (prompt critical) và phát ra một luồng bức xạ mạnh. Các nhà khoa học có mặt khi đó nhìn thấy ánh sáng xanh dương do không khí bị ion hóa, và cảm nhận một luồng khí nóng. Slotin lập tức cảm thấy vị kim loại khó chịu trong miệng và cơn bỏng rát dữ dội ở bàn tay trái. Ông giật tay trái lên, nâng bán cầu beryllium phía trên lên và thả nó xuống sàn, chấm dứt phản ứng. Tuy nhiên, vào thời điểm đó, ông đã bị chiếu xạ bởi một liều neutron gây tử vong.
Tại thời điểm xảy ra tai nạn, các thẻ đo liều chiếu xạ lại bị khóa trong một hộp chì, cách đó khoảng 30 mét. Nhận ra rằng không ai trong phòng đang đeo thẻ đo liều chiếu, “ngay sau tai nạn, Tiến sĩ Slotin đã yêu cầu Tiến sĩ Raemer E. Schreiber mang các thẻ đo từ hộp chì ra và đặt lên thiết bị thử nghiệm.” Tuy nhiên, hành động này không có giá trị trong việc xác định liều phóng xạ thực tế mà những người trong phòng đã nhận, và khiến Schreiber đối mặt với nguy cơ chiếu xạ thêm ở mức nguy hiểm. Một báo cáo sau đó kết luận rằng: liều phóng xạ lớn có thể gây chóng mặt và khiến người ta “không còn đủ tỉnh táo để hành động hợp lý.” Ngay sau khi rời khỏi tòa nhà, Slotin nôn mửa dữ dội - một triệu chứng thường gặp khi tiếp xúc với bức xạ ion hóa ở cường độ cực cao. Các đồng nghiệp lập tức đưa ông đến bệnh viện, nhưng tổn thương do bức xạ là không thể đảo ngược.
Những người có mặt trong phòng vào thời điểm xảy ra tai nạn bao gồm Alvin Cushman Graves, Samuel Allan Kline, Marion Edward Cieslicki, Dwight Smith Young, Theodore P. Perlman, binh nhì Patrick J. Cleary. Tính đến ngày 25 tháng 5 năm 1946, bốn trong số bảy người đã được xuất viện. Bác sĩ Paul Hageman, phụ trách bệnh viện căn cứ quân sự Los Alamos, cho biết rằng tình trạng ngay lúc đó của Slotin, Graves, Kline và Young là “ổn định”.

#### Cái chết của Slotin
Mặc dù được chăm sóc y tế tích cực và có nhiều tình nguyện viên sẵn sàng hiến máu để truyền, tình trạng của Slotin không thể cứu chữa. Ông đã gọi điện cho cha mẹ, và họ được quân đội đưa từ Winnipeg đến Los Alamos bằng máy bay để ở bên cạnh ông. Họ đến vào ngày thứ tư sau tai nạn, và đến ngày thứ năm, tình trạng của Slotin bắt đầu chuyển biến xấu nhanh chóng.
Trong bốn ngày tiếp theo, Slotin phải chịu đựng một chuỗi đau đớn của các tổn thương do bức xạ, bao gồm tiêu chảy nặng, lượng nước tiểu giảm, hai bàn tay sưng phồng, ban đỏ da (erythema), phồng rộp nghiêm trọng ở tay và cẳng tay, liệt ruột và hoại tử mô. Ông cũng bị bỏng phóng xạ nội tạng toàn thân, mà một chuyên gia y tế mô tả là “bỏng ba chiều” (three-dimensional sunburn). Đến ngày thứ bảy, Slotin bắt đầu xuất hiện các giai đoạn lú lẫn. Môi ông chuyển sang màu xanh tím và ông được đặt trong lều oxy. Cuối cùng, các chức năng cơ thể của ông suy sụp hoàn toàn, và ông rơi vào trạng thái hôn mê. Slotin qua đời vào lúc 11 giờ sáng ngày 30 tháng 5 năm 1946, trong vòng tay cha mẹ. Ông được an táng tại nghĩa trang Shaarey Zedek ở Winnipeg vào ngày 2 tháng 6 năm 1946.

#### Các trường hợp thương vong khác
Sau cái chết của Slotin, Graves, Kline và Young vẫn tiếp tục được nhập viện điều trị. Trong số này, Alvin C. Graves, người đứng gần Slotin nhất, cũng phát triển hội chứng nhiễm xạ cấp và phải nằm viện trong nhiều tuần. Ông sống sót, nhưng phải sống chung với các vấn đề thần kinh và thị lực mạn tính. Dwight Young cũng mắc hội chứng nhiễm xạ cấp, nhưng đã phục hồi hoàn toàn. Đến ngày 28 tháng 1 năm 1948, Graves, Kline và Perlman đã đệ đơn yêu cầu bồi thường thiệt hại do hậu quả của vụ tai nạn. Graves sau đó đã dàn xếp và nhận được 3.500 USD tiền bồi thường (tương đương khoảng $52.500 ngày nay, sau khi điều chỉnh theo lạm phát).
Ba trong số những người có mặt sau đó đã qua đời vì các bệnh lý có liên quan đến phơi nhiễm bức xạ: Graves mất vì nhồi máu cơ tim sau 20 năm, thọ 55 tuổi, Cieslicki qua đời vì bệnh bạch cầu cấp dòng tủy sau 19 năm, thọ 42 tuổi, Young mất vì suy tủy xương và nhiễm trùng màng trong tim, sau 29 năm, thọ 83 tuổi. Một số cái chết trong số này có thể liên quan đến vụ tai nạn, tuy nhiên điều này khó có thể xác định. Louis Hempelman, chuyên gia tư vấn cho Phòng thí nghiệm Khoa học Los Alamos, cho rằng “không thể đưa ra mối liên hệ nhân quả rõ ràng giữa vụ tai nạn và nguyên nhân tử vong từ một mẫu nhỏ như vậy.” Ông đã phát biểu quan điểm này trong một báo cáo công khai, bao gồm thông tin y tế cá nhân, mà trước đó ông từ chối cung cấp cho Cieslicki trong giai đoạn cuối đời của ông.

#### Xử lý chiếc lõi plutonium "lõi quỷ"
Lõi plutonium ("lõi quỷ") liên quan đến tai nạn ban đầu được dự kiến sử dụng trong vụ nổ thử nghiệm Able, thuộc chiến dịch Crossroads. Thí nghiệm của Slotin được cho là lần kiểm tra cuối cùng trước khi lõi được sử dụng, nhằm chứng minh khả năng đạt trạng thái tới hạn của nó. Tuy nhiên, sau tai nạn, lõi cần thời gian để giảm mức phóng xạ, nên được lên lịch lại để sử dụng trong cuộc thử nghiệm thứ ba của chiến dịch Crossroads, tạm gọi là Charlie. Nhưng kế hoạch này bị hủy bỏ, do mức phóng xạ cao bất ngờ sau vụ thử dưới nước Baker và việc không thể khử nhiễm các tàu mục tiêu. Cuối cùng, lõi được nấu chảy, và vật liệu bên trong được tái sử dụng cho một lõi khác trong các chương trình hạt nhân về sau.

### Liều phóng xạ

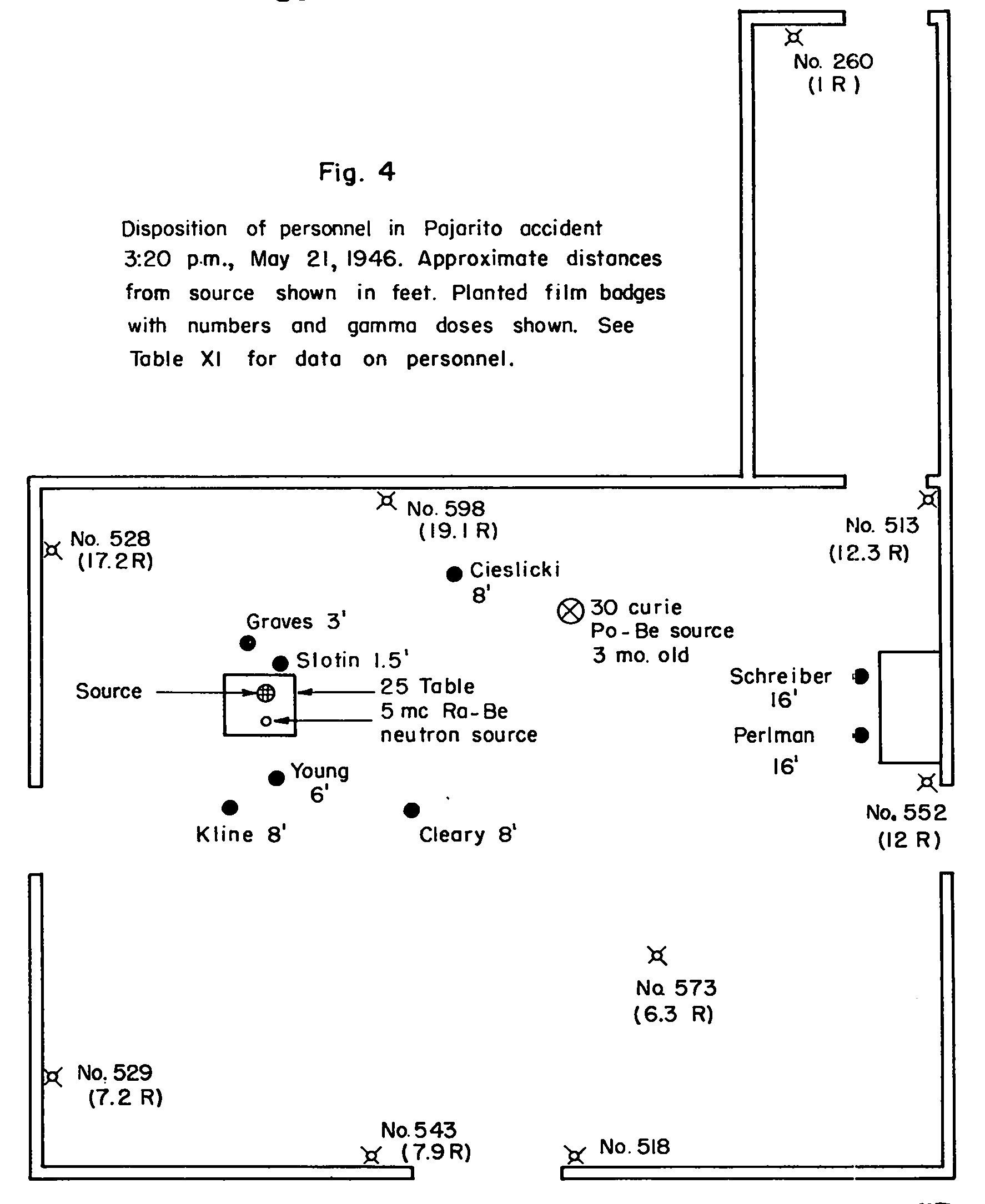
Bản phác thảo được các bác sĩ sử dụng để xác định lượng phóng xạ mà từng người trong phòng đã tiếp xúc trong sự cố tới hạn

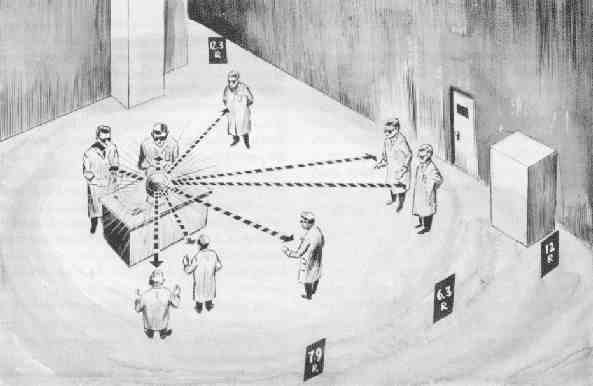
Bản vẽ được dựng lại dựa trên bản phác thảo bên trên

Liều phóng xạ mà các nạn nhân phải chịu trong hai vụ tai nạn này không được xác định một cách chính xác, đặc biệt là do phần lớn phơi nhiễm đến từ bức xạ neutron, loại không thể đo được bằng các thiết bị đo liều (dosimeter) vào thời điểm đó. Các thẻ đo liều bằng phim có sẵn nhưng không được đeo bởi các nhân sự trong lúc tai nạn xảy ra, và các thẻ dự phòng được đặt dưới bàn trong trường hợp khẩn cấp cũng không được tìm thấy. Chỉ có các thẻ đo treo tường là cung cấp được một phần dữ liệu về bức xạ gamma.
Một ước tính "tạm thời" về liều phóng xạ đã được đưa ra vào năm 1948, dựa trên hàng chục giả định - trong đó có nhiều điều đến nay được xem là sai lệch. Trong điều kiện không có thiết bị đo liều cá nhân, các tác giả của nghiên cứu đã dựa vào việc đo mức độ hoạt hóa natri trong máu và nước tiểu của các nạn nhân để làm nguồn dữ liệu chính. Sự hoạt hóa này được gây ra bởi bức xạ neutron, nhưng họ đã chuyển đổi tất cả thành liều tương đương với bức xạ gamma hoặc tia X. Theo báo cáo đó, Daghlian và Slotin có thể đã nhận liều phóng xạ tương đương với 290 rem (2,9 Sv) và 880 rem (8,8 Sv) tương ứng, nếu quy đổi sang gamma. Tuy nhiên, các ước tính tối thiểu và tối đa dao động từ khoảng 50% đến 200% so với con số này. Các tác giả cũng mô phỏng liều tương đương với hỗn hợp tia X mềm (80 keV) và gamma, mà họ cho là phản ánh thực tế phơi nhiễm tốt hơn. Trong mô hình này, tia X mềm gây liều cao hơn, nhưng tập trung vào mô phía đối diện với nguồn, trong khi tia gamma xuyên qua toàn bộ cơ thể. Ước tính liều tương đương trong mô hình này là:
Slotin: khoảng 1930 R (tia X) + 114 R (gamma)
Daghlian: khoảng 480 R (tia X) + 110 R (gamma)
Lưu ý: 500 rem (Roentgen equivalent man) thường được coi là liều gây tử vong ở người.
Ngày nay, việc đo liều phóng xạ được thực hiện rất khác. Các liều tương đương không còn được báo cáo theo đơn vị roentgen, mà được tính toán dựa trên hệ số trọng số sinh học, và không còn được xem là tiêu chí chính để đánh giá hội chứng phóng xạ cấp như trước kia. Một số tài liệu hiện đại đưa ra nhiều ước tính khác nhau về liều của Slotin, dao động từ 287 rad (2,87 Gy) đến 21 sievert (2.100 rem). Dựa trên các tài liệu trích dẫn và phân tích, ước tính đáng tin cậy nhất có thể là báo cáo nội bộ năm 1978 của Los Alamos, đề xuất rằng:
Slotin nhận 10 Gy (neutron) + 1,14 Gy (gamma)
Daghlian nhận 2 Gy (neutron) + 1,1 Gy (gamma)
Các liều này phù hợp với triệu chứng lâm sàng mà họ đã trải qua.

## Di sản
Sau vụ tai nạn, Los Alamos chấm dứt tất cả các thí nghiệm tới hạn thực hiện bằng tay. Các thí nghiệm tới hạn sau này với lõi phân hạch chỉ được thực hiện thông qua thiết bị điều khiển từ xa, chẳng hạn như chuỗi thiết bị “Godiva”, trong đó người vận hành được đặt ở một khoảng cách an toàn nhằm tránh nguy hiểm khi xảy ra sự cố.

Vào ngày 14 tháng 6 năm 1946, Thomas P. Ashlock, phó tổng biên tập của Los Alamos Times, đã viết một bài thơ mang tên “Slotin – A Tribute” để tưởng niệm ông:
May God receive you, great-souled scientist!
While you were with us, even strangers knew
The breadth and lofty stature of your mind
Twas only in the crucible of death

We saw at last your noble heart revealed.
Tạm dịch:
Nguyện Chúa đón anh, nhà khoa học tài hoa!
Khi anh còn sống, người lạ cũng nhận ra:
Trí tuệ anh, rộng lớn bao la,
Chỉ trong lửa chết, lò sinh tử,

Ta mới thấy: một trái tim cao cả.
Tuyên bố chính thức vào thời điểm đó ca ngợi Slotin là người hùng, vì đã nhanh chóng nhấc bán cầu phía trên ra, ngăn chặn phản ứng và bảo vệ bảy người còn lại trong phòng:
Phản ứng nhanh chóng của Tiến sĩ Slotin, dù biết đang đặt tính mạng mình vào nguy hiểm, đã ngăn chặn sự phát triển nghiêm trọng hơn của thí nghiệm, điều chắc chắn sẽ dẫn đến cái chết của bảy người đang làm việc cùng ông, cũng như gây thương tích nặng cho những người ở gần khu vực.
Cách diễn giải này được ủng hộ vào thời điểm đó bởi Alvin C. Graves, người đứng gần Slotin nhất khi tai nạn xảy ra. Tuy nhiên, Graves và Slotin đều từng thể hiện thái độ xem nhẹ các quy trình an toàn hạt nhân, và Graves sau này còn cho rằng nguy cơ từ bụi phóng xạ là điều “bịa đặt trong đầu những kẻ yếu đuối.” Schreiber, một nhân chứng khác có mặt trong vụ tai nạn, nhiều thập kỷ sau đã công khai chỉ trích, cho rằng Slotin đã sử dụng quy trình không an toàn, đặt cả bản thân lẫn các đồng nghiệp vào tình thế nguy hiểm. Robert B. Brode cũng từng ghi nhận những thông tin nghe được tương tự từ năm 1946.
Tai nạn của Slotin được tái hiện một cách ẩn dụ trong bộ phim The Beginning or the End năm 1947, trong đó một nhà khoa học chết vì tiếp xúc với vật liệu phóng xạ khi đang lắp ráp bom nguyên tử để ném xuống Hiroshima. Câu chuyện còn được kể lại trong tiểu thuyết The Accident của Dexter Masters xuất bản năm 1955, mô tả những ngày cuối đời của một nhà khoa học hạt nhân bị nhiễm phóng xạ nặng. Các tác phẩm tái hiện sự kiện bao gồm phim Fat Man and Little Boy (1989), trong đó John Cusack thủ vai Michael Merriman, một nhân vật hư cấu dựa trên Slotin; và vở kịch Louis Slotin Sonata (2001) do David P. Moore đạo diễn.
Năm 1948, các đồng nghiệp của Slotin tại Los Alamos và Đại học Chicago đã thành lập Quỹ tưởng niệm Louis A. Slotin, chuyên tổ chức các buổi diễn thuyết vật lý do các nhà khoa học danh tiếng trình bày, bao gồm Robert Oppenheimer, Luis Walter Alvarez và Hans Bethe. Quỹ hoạt động đến năm 1962. Năm 2002, một tiểu hành tinh được phát hiện vào năm 1995 được đặt tên là 12423 Slotin để tưởng nhớ ông.
Năm 2025, thí nghiệm và tai nạn của Louis Slotin được tái hiện trong phim ngắn The Demon Core của đạo diễn J. Zachary Thurman.

### Đơn vị "dollar" trong độ phản ứng
Theo Alvin M. Weinberg và Eugene P. Wigner, Louis Slotin là người đề xuất dùng thuật ngữ "dollar" để chỉ khoảng cách trong độ phản ứng giữa trạng thái tới hạn chậm và tới hạn tức thời.  0 dollar là điểm mà phản ứng dây chuyền tự duy trì được nhờ có neutron chậm. 1 dollar là ngưỡng mà lò phản ứng không còn cần đến neutron chậm để duy trì phản ứng, và bắt đầu bước vào vùng tới hạn tức thời. Các lò phản ứng hạt nhân ổn định hoạt động trong khoảng từ 0 đến 1 dollar, trong khi các sự kiện tăng vọt (excursion) hoặc vũ khí hạt nhân xảy ra khi vượt quá mức 1 dollar. Một phần trăm của 1 dollar được gọi là “cent”. Trong các mô tả kỹ thuật về sự kiện tới hạn tức thời thuần túy, người ta thường nói "cent trên mức tới hạn" như một đơn vị đo tương đối.